# Рали Норвегия
Рали Норвегия е един от новите кръгове от Световния рали шампионат. За първи път влиза в календара през 2007 г., участва и през 2009 г. Ралито се провежда в района на Хамар, като настилката е смесица от чакъл, сняг и лед. Победи тук записват петкратният световен шампион Себастиан Льоб, както и финландецът Мико Хирвонен.

## Победители
| Година | Пилот          | Конструктор    | Навигатор     | Рали     | Статистика |
| ------ | -------------- | -------------- | ------------- | -------- | ---------- |
| 2009   | Себастиан Льоб | Ситроен С4 WRC | Даниел Елена  | Норвегия | Статистика |
| 2008   |                |                |               |          |            |
| 2007   | Мико Хирвонен  | Форд Фокус WRC | Ярмо Лехтинен | Норвегия | Статистика |